# Acidithiobacillales
Acidithiobacillales bilden die einzige Ordnung innerhalb der Klasse der Acidithiobacillia. Der Gram-Test fällt negativ aus, es handelt sich um gramnegative Bakterien.

## Merkmale
Die einzelnen Arten sind stäbchenförmig und können sich mit Hilfe von Geißeln bewegen. Sie sind obligat aerob und chemoautotroph. Die Energiegewinnung erfolgt über die Oxidation verschiedener Schwefelverbindungen, wie zum Beispiel Thiosulfat, Polythionat und Sulfid. Die Art Acidithiobacillus ferrooxidans kann auch durch die Oxidation von Eisenionen Energie gewinnen.
Acidithiobacillus ist acidophil, das Bakterium lebt in Umgebungen mit extrem niedrigen pH-Werten. Auch Thermithiobacillus kann noch in Umgebungen mit pH-Werten von bis zu 5,2 leben. Thermithiobacillus ist thermophil, das beste Wachstum erfolgt bei Temperaturen um 43–45 °C.

## Systematik
Die Klasse der Acidithiobacillia wurde 2013 etabliert, mit der einzigen Ordnung der Acidithiobacillales, die zuvor zu den Gammaproteobacteria gezählt wurden. Die Ordnung besteht aus zwei Familien mit jeweils einer Gattung. Früher standen die hierin enthaltenen Arten in der zu der Klasse Beta-Proteobakterien zählenden Gattung Thiobacillus.
Die Acidithiobacillales enthalten folgende Familien und Gattungen (Stand 2019):
- Acidithiobacillaceae Garrity et al. 2005
  - Acidithiobacillus Kelly and Wood 2000
- Thermithiobacillaceae Garrity et al. 2005
  - Thermithiobacillus Kelly and Wood 2000